# Raquel González (athlétisme)
Raquel González (née le 16 novembre 1989 à Mataró) est une athlète espagnole spécialiste de la marche. 

## Biographie
Elle remporte la médaille d'argent du 20 km marche lors des Jeux méditerranéens de 2013. En grand championnat, sur cette même distance, elle se classe 10e des Championnats d'Europe d'athlétisme 2014, 14e des Championnats du monde d'athlétisme 2015, 20e des Jeux olympiques de 2016, 12e des Championnats d'Europe d'athlétisme 2018, 15e des Championnats du monde d'athlétisme 2019 et enfin 15e des Jeux olympiques de 2020.
Cinquième du 35 km lors des championnats du monde 2022 en établissant un record personnel à 2 h 42 min 27 s, elle remporte la médaille d'argent du 35 km marche lors des Championnats d'Europe 2022, à Munich, dans un temps de 2 h 49 min 10 s.

## Palmarès
| Date | Compétition           | Lieu   | Résultat | Épreuve      | Performance     |
| ---- | --------------------- | ------ | -------- | ------------ | --------------- |
| 2022 | Championnats du monde | Eugene | 5e       | 35 km marche | 2 h 42 min 27 s |
| 2022 | Championnats d'Europe | Munich | 2e       | 35 km marche | 2 h 49 min 10 s |

## Records
| Épreuve      | Performance     | Lieu    | Date            |
| ------------ | --------------- | ------- | --------------- |
| 20 km marche | 1 h 28 min 36 s | Taicang | 3 mai 2014      |
| 35 km marche | 2 h 42 min 27 s | Eugene  | 22 juillet 2022 |